# 50 голов за 50 игр
50 голов за 50 игр (англ. 50 goals in 50 games) подразумевает 50 шайб, заброшенные одним игроком за первые 50 игр его команды в сезоне НХЛ. 50 голов за 50 игр (или менее, чем за 50) является очень редким достижением. За всю историю Национальной хоккейной лиги этот результат официально был достигнут только пятью игроками.
НХЛ однозначно определяет условия этого достижения. 50 шайб должно быть заброшено в 50 первых играх команды, но не игрока.

## Морис Ришар
- 1944-45: 50 шайб в 50 играх

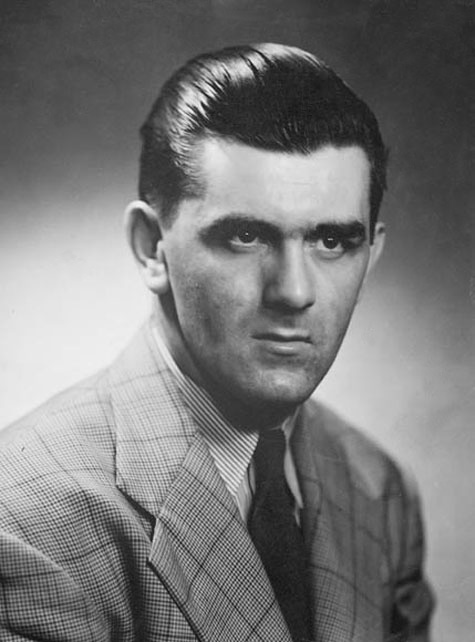
Морис Ришар

Морис Ришар, прозванный болельщиками «ракетой», был первым игроком, кому покорилась отметка 50 голов за 50 игр. Морис вместе со своими товарищами по «Монреаль Канадиенс», Элмером Лаком и Тоу Блэйком, составляли так называемое «Ударное звено», наводившее ужас на соперников. Ришар в этом звене был главным снайпером.
Сезон 1944-45 был для Ришара всего лишь вторым полным сезоном в НХЛ. Но несмотря на молодость Морис уже был одним из лучших нападающих лиги. «Ударное звено» громило всех своих соперников. Лак, Тоу и Ришар занимали первые три строчки в списке лучших бомбардиров лиги. Но особенно выделялся Ришар. Противники попросту не могли его сдержать. 28 декабря 1944 года Ришар в матче с «Детройт Ред Уингз» забросил пять шайб и отдал три передачи. Ранее в этот же день он занимался переездом и носил мебель в свой новый дом. 3 февраля 1945 года он опять поразил ворота «Детройта», протащив при этом на своей спине защитника соперников Эрла Зиберта, весившего 95 килограммов.
В среднем Морис забрасывал примерно по шайбе в каждой игре. К 35-й игре сезона на счету Ришара было 38 голов. В 48-й игре сезона он поразил ворота соперников в 49-й раз. 49-я игра голов Ришару не принесла. Оставался только один шанс — последняя игра против «Бостон Брюинз», главного соперника «Канадиенс». Всё внимание было приковано к Ришару в тот вечер. И Морис справился с поставленной задачей. Он поразил ворота Харви Беннетта, а «Монреаль» одержал победу со счётом 4-2. Ришар стал первым в истории лиги игроком, забросившим 50 голов за сезон.
Потребовалось целых шестнадцать лет, прежде чем Берни Жеффрион смог повторить результат Ришара и забросить 50 шайб за сезон, всего лишь во второй раз в истории НХЛ. Правда в данном случае речь шла не о 50 играх, а о сезоне, состоявшем из 64 матчей. А для того, чтобы повторить достижение Ришара понадобилось и того больше, целых 36 лет.
Кроме выдающихся 50 голов в 50 матчах Морис Ришар пять раз становился лучшим снайпером лиги и является первым в истории игроком, забросившим за карьеру более 500 шайб. В честь Мориса Ришара названа одна из персональных наград НХЛ, так называемая «Морис Ришар Трофи», учреждённая в 1999 году. Награду вручают игроку, забросившему наибольшее количество шайб в течение сезона. Спонсором данной награды является клуб «Монреаль Канадиенс».

## Майк Босси
- 1980-81: 50 шайб в 50 играх

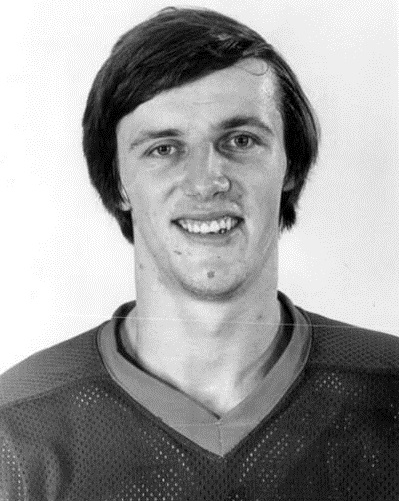
Майк Босси

Многие специалисты считали, что результат Ришара недосягаем. За 36 лет, прошедших с того момента, никто так и не смог его повторить, и очень немногие игроки подбирались близко к этой отметке. Но в сезоне 1980-81 игрок «Нью-Йорк Айлендерс» Майк Босси доказал всем, что порой и невозможное возможно.
К тому моменту Босси провёл три сезона в НХЛ. И во всех трёх неизменно забивал 50 с лишним голов. Как рассказывал его хороший друг и партнёр по тройке Брайан Троттье, Майк ещё перед началом сезона решил замахнуться на достижение Мориса Ришара.
Поначалу Босси шёл даже с опережением графика Ришара, после 23 игр на счету Майка было 25 заброшенных шайб. Всеобщее внимание было приковано к форварду «Айлендерс». К Босси приставляли персональных сторожей, задача которых сводилась к одному — не дать забить Майку.
Однако никому в голову не могло прийти, на какой результат нацелился Майк. Во время одной из пресс-конференции в середине сезона один из журналистов поинтересовался у Босси, не собирается ли он, подобно Филу Эспозито, забить 76 голов за сезон. На что Майк честно ответил, какой рекорд на самом деле является его целью. Это заявление произвело эффект разорвавшейся бомбы.
Майк Босси был не единственным, кто стремился повторить результат Ришара в том сезоне. Форвард команды «Лос Анджелес Кингз» Чарли Симмер шёл примерно по такому же графику. Пресса старательно нагнетала атмосферу вокруг их заочного сражения. К 50-й игре и без того напряжённая обстановка накалилась до предела. К тому моменту Босси имел в своём активе 48 заброшенных шайб, Симмер — 46.
В своей 50-й игре Чарли отметился хет-триком и остановился всего в одном шаге от отметки в 50 голов. Слово теперь было за Босси. Спустя несколько часов «Айлендерс» играли против «Квебек Нордикс». В ходе игры дела у Босси складывались не лучшим образом. За первые два периода он не смог отличиться. В перерыве, не желая слышать слов поддержки от партнёров, Майк заперся в душевой. Он уже начал подбирать оправдательные слова для послематчевой конференции. Однако они не понадобились. Сначала за четыре минуты до конца матча Босси реализовал большинство. А за полторы минуты до конца матча Брайан Троттье отдал замечательный пас на Майка, и тот вколотил шайбу в ворота. Босси прыгал от радости, болельщики неистовствовали и бросали на лёд всё, что попадалось под руку. Игроки «Айлендерс» в нарушение всех правил высыпали на лёд. В раздевалке Майка ждала поздравительная телеграмма от Мориса Ришара.
В 29 следующих матчах Босси заметно сбавил обороты и забросил всего 18 шайб. Всего же за свою карьеру Майк Босси в девяти сезонах забрасывал 50 и более шайб и является одним из лучших снайперов в истории лиги.

## Уэйн Гретцки
- 1981-82: 61 шайба в 50 играх (50 шайб в 39 играх)
- 1983-84: 61 шайба в 50 играх (50 шайб в 42 играх)
- 1984-85: 53 шайбы в 50 играх (50 шайб в 49 играх)

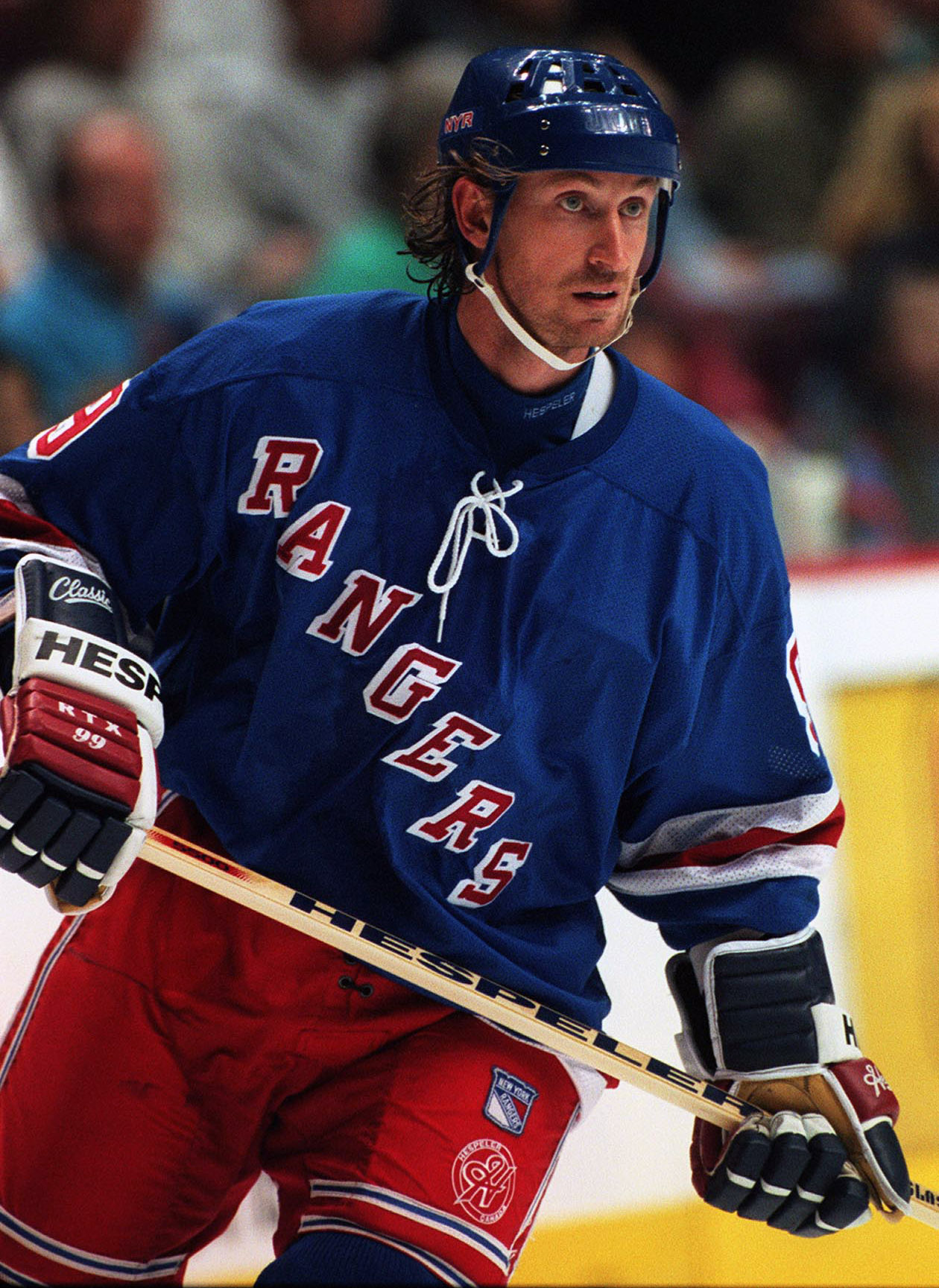
Уэйн Гретцки

В следующем же сезоне Уэйн Гретцки играючи перекрыл достижения Ришара и Босси. Форвард «Эдмонтон Ойлерз» проводил свой третий сезон в НХЛ и уже считался лучшим нападающим лиги. В предыдущие два сезона он записал на свой счёт 51 и 55 шайб соответственно. В сезоне 1981-82 Уэйн с самого начала задал просто невероятный темп.
В тридцать шестом матче сезона против «Калгари Флеймз» Гретцки забросил свою 40-ю шайбу. В следующей игре, против «Ванкувер Кэнакс», он записал на свой счёт 41-ю. В 38-м матче Уэйн забросил сразу четыре шайбы, уже во второй раз в том сезоне. Таким образом, в 38 матчах сезона он поразил ворота соперников 45 раз.
30 декабря 1981 года «Ойлерз» принимали «Филадельфию Флаерз» на своей арене в Эдмонтоне. Гретцки легко забросил четыре шайбы, но затем вратарь «Филадельфии» Пит Питерс стал раз за разом отбивать броски Уэйна. По иронии судьбы, когда Уэйн забрасывал свою 50-ю шайбу, Питерс наблюдал за происходящим со скамейки. За минуту до конца матча при счёте 6-5 в пользу «Ойлерз» тренер «Флаерз» заменил вратаря полевым игроком. Последовала потеря, и Глен Андерсон выложил шайбу прямо на клюшку Гретцки. Тому не оставалось ничего другого, как спокойно закатить шайбу в пустые ворота. Арена взорвалась овациями, а товарищи по команде бросились поздравлять Уэйна. Так быстро 50 голов не забивал никто ни до, ни после него.
В сезоне 1981-82 Гретцки также превзошёл результат Фила Эспозито, забросившего 76 шайб за 78 матчей. Уэйн забил свою 77-ю шайбу, а заодно 78-ю и 79-ю, в 66-й игре сезона. Сезон Гретцки закончил с 92 голами на счету, что по сей день является рекордом лиги.
Где-то в районе 25-й игры сезона я забил 4 шайбы. Таким образом, у меня их стало 28. И в тот момент я уже знал, что смогу повторить достижение Ришара и Босси и забросить 50 шайб за 50 игр
— Уэйн Гретцки
Ещё дважды в карьере Уэйн Гретцки забивал 50 голов менее, чем за 50 игр. В сезоне 1983-84 он забросил свою пятидесятую шайбу в 42-й игре, а в сезоне 1984-85 ему понадобилось 49 игр для достижения отметки в 50 голов.

## Марио Лемьё
- 1988-89: 54 шайбы в 50 играх (50 шайб в 46 играх)

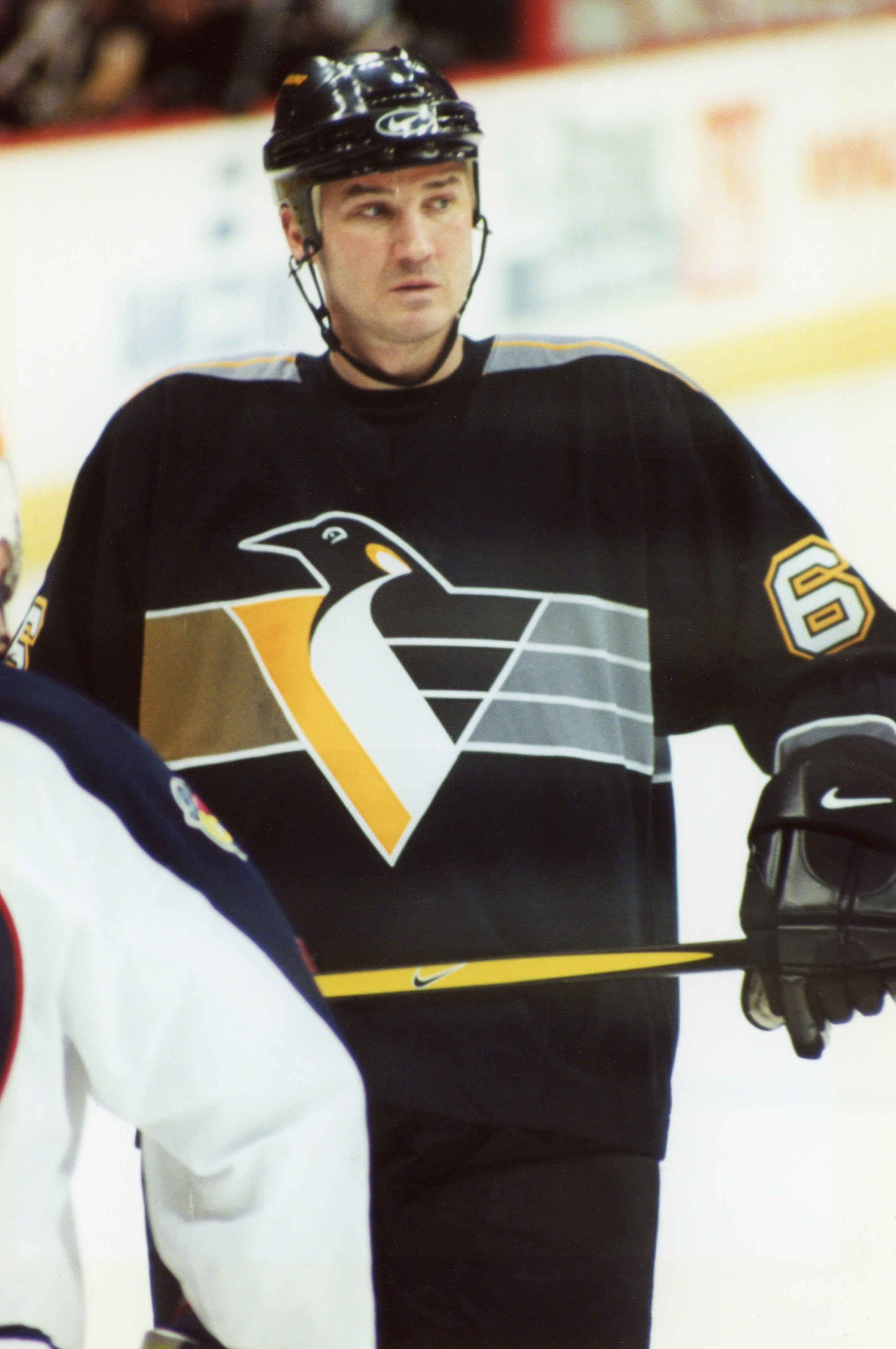
Марио Лемьё

Марио Лемьё из «Питтсбург Пингвинз» стал следующим игроком, сумевшим забить 50 голов за 50 игр. Этот сезон является лучшим в карьере Марио, он стал лучшим бомбардиром и лучшим снайпером. Уже на старте сезона Марио установил рекорд лиги, набрав 41 очко в первых 12 играх. Он с лёгкостью выиграл очередные «Арт Росс Трофи», «Харт Трофи» и «Лестер Пирсон Эворд». В 76 играх Лемьё набрал 199 очков (85 голов, 114 передач), более чем на 30 очков опередив Гретцки. Всего одного очка не хватило ему, чтобы стать вторым после Гретцки игроком в истории лиги, кто достиг отметки в 200 очков. Лемьё стал вторым в истории игроком, забившим за сезон 80 голов. До него данный рубеж дважды покорялся Гретцки, а после — Бретту Халлу в сезоне 1990/91. Марио стал третьим игроком в истории после того же Гретцки и Бобби Орра, сделавшим за сезон более 100 результативных передач.
Свою пятидесятую шайбу он забросил в 46-й игре сезона. Для самого же Марио это была 44-я игра. Всего же в том сезоне Лемьё забросил 85 шайб.
Всего же в своей карьере Марио трижды забрасывал 50 шайб за 50 игр, но официальной статистикой учитывается только достижение сезона 1988-89.

## Бретт Халл
- 1990-91: 52 шайбы в 50 играх (50 шайб в 49 играх)
- 1991-92: 50 шайб в 50 играх (50 шайб в 50 играх)

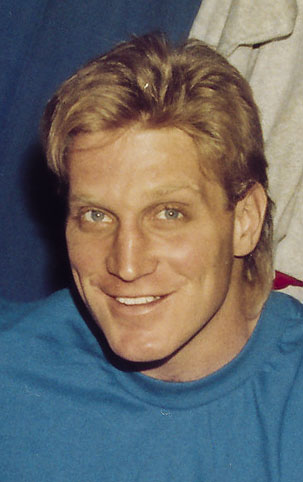
Бретт Халл

Бретт Халл, лидер «Сент-Луис Блюз», стал пятым игроком сумевшим забросить 50 шайб за 50 игр. Сезон 1990-91 стал четвёртым для Халла в форме «Блюз». Халл к тому моменту успел забросить 119 шайб в 171 игре за «Сент-Луис». Вместе с нападающим Адамом Оутсом, они составляли один из лучших атакующих дуэтов в истории лиги. Только в сезоне 1989-90 они на двоих набрали 215 очков, забив при этом треть шайб своей команды. Сезон 1990-91 стал ещё более успешным. Халл забрасывал в среднем чуть больше одной шайбы за игру и если бы не пропущенные четыре игры мог замахнуться на рекорд Уэйна Гретцки.
Свой 50-й гол Халл забил в 49-м матче сезона. В том матче «Блюз» встречался с «Детройт Ред Уингз». «Красные крылья» немало поспособствовали достижению Халла. 11 раз «Детройт» оставался в меньшинстве в тот вечер. В один из таких моментов Халл и забросил свою 49-ю шайбу. В конце второго периода судья удалил игрока «Детройта» Боба Проберта. «Блюзмены» не преминули воспользоваться этим. Род Бриндамор закрыл обзор вратарю «Крыльев» Тиму Чивелда, а Халл мощным щелчком поразил ближний угол ворот. В начале третьего периода он отличился вновь. На чужой синей линии Халл получил пас от Адама Оутса, оторвался от защитника и, выждав мгновение, бросил по воротам примерно с 10 метров. На воротах «Детройта» к тому моменту уже стоял Дэйв Ганьон, сменивший Чивелда в перерыве. Это была первая игра Дэйва в НХЛ. Шайба прошла под вратарём, и Халл отправился принимать поздравления от товарищей по команде. Зрители «Джо Луис Арены» овациями встретили достижение Халла.
Бретт закончил сезон 1990-91 с 86 шайбами на счету, что является третьим результатом в истории лиги. Также Халл стал всего лишь третьим игроком в истории после Уэйна Гретцки и Марио Лемьё, сумевшим забросить более 80 шайб в сезоне.
«Когда ты смотришь, кто добился этого результата, а кто пытался, но не смог, то понимаешь, насколько это почётное достижение», — Бретт Халл. 
В следующем сезоне Бретт повторил свой успех, хотя начало сезона выдалось обескураживающим. В восьми первых играх лучший бомбардир прошлого сезона смог отличиться лишь трижды. Пресса и обыватели стали поговаривать, что Халл пропустил предсезонную подготовку, набрал лишний вес и попросту потерял интерес к хоккею. Аналитики предсказывали, что он не наберёт и половины от своих прошлогодних 86 голов. Но у Халла на этот счёт было своё мнение. К своим трём голам он за последующую 41 игру добавил ещё 46, включая 6 хет-триков и 6 победных шайб, и к своей 50-й игре подошёл, имея в активе 49 результативных бросков. Ближайший преследователь в споре бомбардиров, форвард «Чикаго Блэкхокс» Джереми Рёник, к тому моменту отстал на 13 шайб. 28 января 1992 года в 50-й игре Халл забросил свою 50-ю шайбу в сезоне в ворота «Лос Анджелес Кингз» и стал вторым после Гретцки хоккеистом, добившимся этого результата более одного раза.
Всего в том сезоне Халл отметился 70 голами и стал вторым после Уэйна Гретцки игроком, кому удавалось забрасывать 70 и более шайб в трёх сезонах подряд.

## Неофициальные достижения
Ряд игроков забросили 50 шайб в первых для себя 50 играх сезона. Но так как правила однозначно определяют условия достижения, эти результаты официальной статистикой не учитываются.
Яри Курри (1984-85). Игрок «Эдмонтон Ойлерз» забросил 50-ю шайбу в своей 50-й игре. Однако для команды эта игра была 53-й. Курри завершил сезон с 71 заброшенной шайбой в активе.
Александр Могильный (1992-93). В сезоне 1992-93 Александр Могильный защищал цвета «Баффало Сэйбрз». Свою 50-ю шайбу он забросил в 46-й игре, которая для команды была 53-й. Всего в том сезоне Александр забросил 76 шайб.
Марио Лемьё (1992-93, 1995-96). В сезоне 1992-93 Лемьё забросил 50-ю шайбу в своей 48-й игре. Для команды эта игра была 72-й. Дело в том, что Марио пропустил часть сезона из-за травмы и принял участие только в 60 играх сезона, забив при этом 69 голов. В последних 12 играх сезона Лемьё 19 раз поражал ворота соперников.
В сезоне 1995-96 Лемьё забил 50-й гол в 50-й игре (59-я игра для «Пингвинз»). Сезон Марио закончил с 69 голами в 70 играх.
Кэм Нили (1993–94). Игрок «Бостон Брюинз» забил 50-й гол в 44-й для себя игре сезона, которая для команды была 66-й. Сезон Нили закончил с 50-ю голами в 49 играх.

## Другие лиги
В чемпионатах СССР по хоккею с шайбой данное достижение покорилось Всеволоду Боброву в сезоне 1947/48 (52 шайбы за 18 игр), Вениамину Александрову в сезоне 1962/63 (53 шайбы за 37 игр), и Владимиру Петрову в сезоне 1969/70 (51 шайба за 44 игры). В сезоне 1968/69 Александр Якушев был близок к покорению отметки 50 голов за 50 игр, но в итоге забросил свою 50-ю шайбу в 51-й игре сезона
.